# ادوارد هاوزر (ورزشکار)
ادوارد هاوزر (فرانسوی: Eduard Hauser‎؛ زادهٔ ۲۶ نوامبر ۱۹۴۸) اسکی‌باز صحرانوردی اهل سوئیس است.